# Energia fosca
En cosmologia, l'energia fosca és una forma hipotètica d'energia que travessa tot l'espai i que produeix una pressió negativa que origina una força gravitacional repulsiva. L'existència de l'energia fosca és una hipòtesi postulada per explicar l'observada expansió accelerada de l'univers, així com per explicar la major part de la seva massa. El terme energia fosca fou encunyat pel cosmòleg Michael Turner el 1998.
Dues possibles formes de l'energia fosca són la constant cosmològica, una densitat d'energia constant que omple l'espai de manera homogènia, i l'anomenada quinta essència, un camp dinàmic la densitat d'energia del qual pot variar en el temps i l'espai. Per a distingir l'una de l'altra, es necessiten mesuraments molt precisos de l'expansió de l'univers, per veure si la velocitat d'expansió canvia amb el temps. Aquestes mesures s'investiguen actualment.
No s'ha de confondre l'energia fosca amb la matèria fosca, ja que encara que ambdues semblen formar la major part de la massa de l'univers, la matèria fosca és una forma de matèria, mentre que l'energia fosca és un camp que omple tot l'espai.
Dues formes proposades d'energia fosca són la constant cosmològica, que representa una densitat d'energia constant omplint l'espai de manera homogènia, i camps escalars com quintessència o mòduls, quantitats dinàmiques la densitat d'energia de les quals pot variar en el temps i l'espai. Les contribucions de camps escalars que són constants a l'espai s'acostumen a incloure també en la constant cosmològica. La constant cosmològica es pot formular que equival a la radiació de punt zero de l'espai, és a dir, l'energia al buit. Els camps escalars que canvien d'espai poden ser difícils de distingir d'una constant cosmològica perquè el canvi pot ser extremadament lent.

## Indicis de la seva existència
El 1998 es va descobrir, mitjançant observacions de supernoves del tipus Ia molt llunyanes, que l'expansió de l'univers s'accelera. Des de llavors, aquesta acceleració s'ha confirmat per mitjà de l'estudi del fons còsmic de microones, de lents gravitatòries i de la nucleosíntesi primigènia d'elements lleugers.
Les supernoves del tipus Ia proporcionen l'evidència directa més important de l'existència de l'energia fosca. A causa de l'expansió de l'univers, totes les galàxies llunyanes s'allunyen aparentment de nosaltres, mostrant un desplaçament cap al roig en l'espectre lluminós a causa de l'efecte Doppler. Aquest desplaçament ens indica l'edat d'un objecte llunyà de manera proporcional, però no absoluta. Per exemple, estudiant l'espectre d'un quàsar podem saber si es va formar quan l'univers tenia un 20% o un 30% de l'edat actual, però no podem saber l'edat absoluta de l'univers. Per a això, cal mesurar amb precisió l'expansió cosmològica. El valor que representa aquesta expansió en l'actualitat s'anomena constant de Hubble. Per a calcular aquesta constant fem servir indicadors o «fars» estàndard, determinats objectes astronòmics amb una relació entre distància i magnitud absoluta coneguda i ben determinada. Les supernoves del tipus Ia són un d'aquests fars estàndard, a causa de la seva gran magnitud absoluta, cosa que possibilita que es puguin observar fins i tot en les galàxies més llunyanes. El 1998, diverses observacions d'aquestes supernoves en galàxies molt llunyanes (i per tant, joves) van demostrar que la constant de Hubble no és tal, sinó que el seu valor varia amb el temps. Fins a aquest moment, es creia que l'expansió de l'univers es frenava a causa de la força gravitatòria; tanmateix, es va descobrir que s'accelerava, per la qual cosa hom va deduir que havia d'existir alguna mena de força que provoqués aquesta acceleració.
Posteriors observacions del fons còsmic de microones i de la proporció d'elements formats en el big-bang han posat un límit a la quantitat de matèria bariònica i matèria fosca que pot existir en l'univers. Aquests estudis indiquen que la densitat energètica de l'univers correspon a un 71% atribuïble a l'energia fosca, un 24% a matèria fosca (freda i calenta) i un 4% a matèria bariònica (la matèria comuna de la nostra experiència).

## Història
La constant cosmològica va ser proposada per primera vegada per Albert Einstein com un mitjà per a obtenir una solució estable de l'equació del camp d'Einstein que portaria a un univers estàtic, utilitzant-la per a compensar la gravetat. El mecanisme no sols va ser un exemple poc elegant de "ajust fi", perquè aviat es va demostrar que l'univers estàtic d'Einstein seria inestable perquè les heterogeneïtats locals finalment conduirien a l'expansió sense control o a la contracció de l'univers. L'equilibri és inestable: si l'univers s'expandeix lleugerament, llavors l'expansió allibera l'energia del buit, que causa encara més expansió. De la mateixa manera, un univers que es contreu lleugerament es continuarà contraient.
Aquests tipus de pertorbacions són inevitables, a causa de la distribució irregular de matèria en l'univers. Les observacions fetes per Edwin Hubble van demostrar que l'univers està expandint-se i que no és estàtic en absolut. Einstein es va referir a la seva fallada per a predir un univers dinàmic, en contrast a un univers estàtic, com "el seu gran error". Després d'aquesta declaració, la constant cosmològica va ser ignorada durant molt de temps com una curiositat històrica.
Alan Guth va proposar en els anys 1970 que un camp de pressió negativa, similar en concepte a l'energia fosca, podria conduir a la inflació còsmica en l'univers perpegenic. La inflació postula que algunes forces repulsives, qualitativament similars a l'energia fosca, donen com a resultat una enorme i exponencial expansió de l'univers poc després del big-bang. Tal expansió és una característica essencial de molts models actuals del big-bang. No obstant això, la inflació ha d'haver ocorregut a una energia molt més alta que l'energia fosca que observem avui i es pensa que va acabar completament quan l'univers només tenia una fracció de segon. No és clar quina relació (si hi ha alguna), existeix entre l'energia fosca i la inflació. Fins i tot després que els models inflacionaris hagin estat acceptats, la constant cosmològica es pensa que és irrellevant en l'univers actual.
El terme "energia fosca" va ser encunyat per Michael Turner en 1998. En aquest temps, el problema de la massa perduda de la nucleosíntesi primordial i l'estructura de l'univers a gran escala va ser establerta i alguns cosmòlegs havien començat a teoritzar que hi havia un component addicional en el nostre univers. La primera prova directa de l'energia fosca va provenir de les observacions de l'acceleració de la velocitat d'expansió de l'univers mitjançant l'estudi de supernoves tipus Ia per Adam Riess et al i confirmada després a Saul Perlmutter et al. Això va donar com a resultat el model Lambda-CDM, que fins a 2006 era consistent amb una sèrie d'observacions cosmològiques rigorosament creixents, les últimes de 2005 de la Supernova Legacy Survey. Els primers resultats de la SNLS van revelar que el comportament mitjà de l'energia fosca es comporta com la constant cosmològica d'Einstein amb una precisió del 10%. Els resultats del Hubble Space Telescope Higher-Z Team indiquen que l'energia fosca ha estat present durant almenys 9000 milions d'anys i durant el període precedent a l'acceleració còsmica.

## Descobriment de l'energia fosca
El 1998 les observacions de supernoves de tipus 1a molt llunyanes, realitzades per part del Supernova Cosmology Project en el Laboratori Nacional Lawrence de Berkeley i el High-z Supernova Search Team, van suggerir que l'expansió de l'Univers s'estava accelerant. Des de llavors, aquesta acceleració s'ha confirmat per diverses fonts independents: mesures de la radiació de fons de microones, les lents gravitacionals, nucleosíntesi primigènia d'elements lleugers i l'estructura a gran escala de l'univers, així com una millora en les mesures de les supernoves han estat consistents amb el model Lambda-CDM.
Les supernoves de tipus 1a proporcionen la principal prova directa de l'existència de l'energia fosca. Segons a la llei de Hubble, totes les galàxies llunyanes s'allunyen aparentment de la Via Làctia, mostrant un desplaçament al vermell en l'espectre lluminós a causa de l'efecte Doppler. El mesurament del factor d'escala en el moment que la llum va ser emesa des d'un objecte és obtinguda fàcilment mesurant el corriment al vermell de l'objecte en recessió. Aquest desplaçament indica l'edat d'un objecte llunyà de forma proporcional, però no absoluta. Per exemple, estudiant l'espectre d'un quàsar es pot saber si es va formar quan l'univers tenia un 20% o un 30% de l'edat actual, però no es pot saber l'edat absoluta de l'univers. Per a això cal mesurar amb precisió l'expansió cosmològica. El valor que representa aquesta expansió en l'actualitat s'anomena constant de Hubble. Per calcular aquesta constant s'utilitzen en cosmologia les candeles estàndard, que són determinats objectes astronòmics amb la mateixa magnitud absoluta, que és coneguda, de tal manera que és possible relacionar la brillantor observada o magnitud aparent, amb la distància. Sense les candeles estàndard, és impossible mesurar la relació corriment al vermell-distància de la llei de Hubble. Les supernoves tipus 1a són una d'aquestes candeles estàndard, per la seva gran magnitud absoluta, el que possibilita que es puguin observar fins i tot en les galàxies més llunyanes. El 1998 diverses observacions d'aquestes supernoves en galàxies molt llunyanes (i, per tant, joves) van demostrar que la constant de Hubble no és tal, sinó que el seu valor varia amb el temps. Fins a aquest moment es pensava que l'expansió de l'univers s'estava frenant a causa de la força gravitatòria; però, es va descobrir que s'havia estat accelerant durant almenys els últims 6 mil milions d'anys, 11 per la qual cosa havia d'existir algun tipus de força que accelerés l'univers.

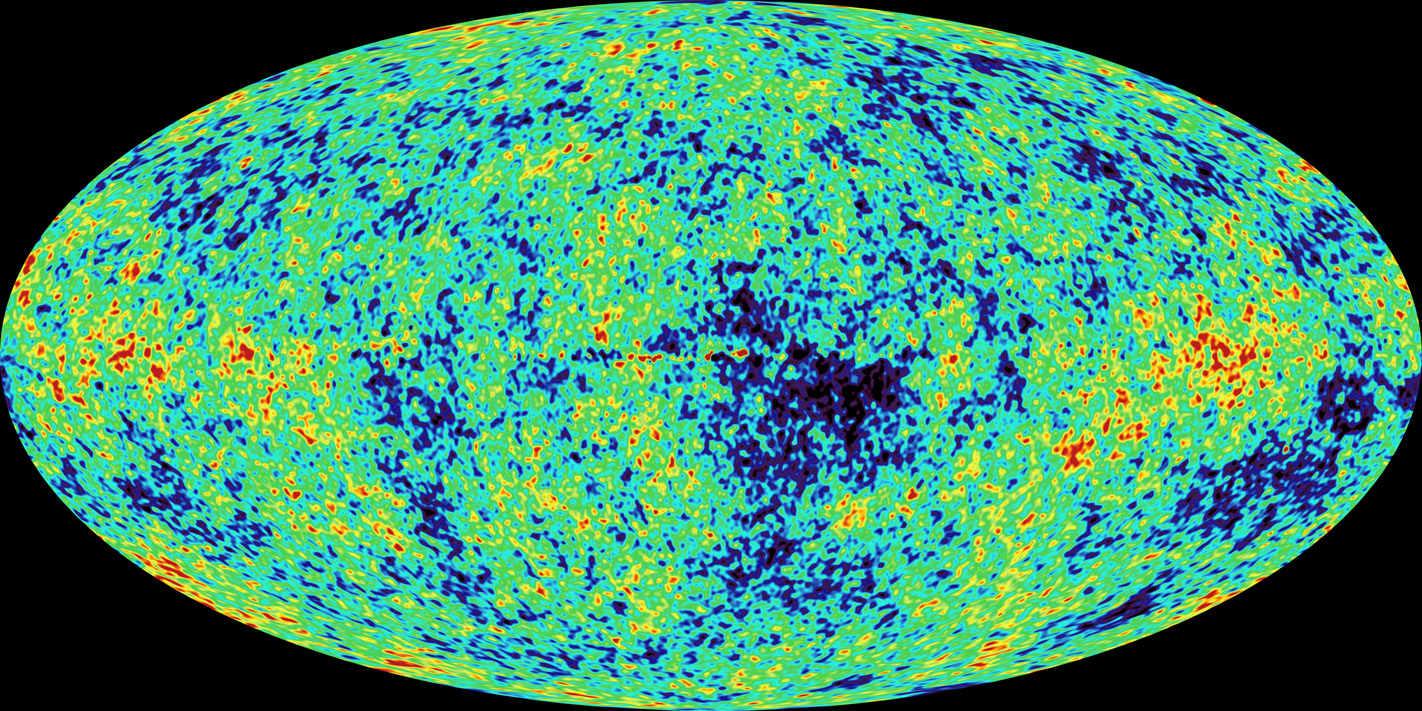

La consistència en magnitud absoluta per supernoves tipus 1a es veu afavorida pel model d'una estrella nana blanca vella que guanya massa d'una estrella companya i creix fins a arribar al límit de Chandrasekhar definit de manera precisa. Amb aquesta massa, la nana blanca és inestable davant fugides termonuclears i explota com una supernova tipus 1a amb una lluentor característica. La brillantor observada de la supernova es pinta enfront del seu corriment al vermell i això s'utilitza per mesurar la història de l'expansió de l'univers. Aquestes observacions indiquen que l'expansió de l'univers no s'està desaccelerant, com seria d'esperar per a un univers dominat per matèria, sinó més aviat accelerant. Aquestes observacions s'expliquen suposant que hi ha un nou tipus d'energia amb pressió negativa.
L'existència de l'energia fosca, de totes maneres, és necessària per reconciliar la geometria mesura de l'espai amb la suma total de matèria en l'univers. Les mesures de la radiació de fons de microones més recents, realitzades pel satèl·lit WMAP, indiquen que l'univers està molt a prop de ser pla. Perquè la forma de l'univers sigui plana, la densitat de massa / energia de l'univers ha de ser igual a una certa densitat crítica. Posteriors observacions de la radiació de fons de microones i de la proporció d'elements formats en el big-bang han posat un límit a la quantitat de matèria bariònica i matèria fosca que pot existir en l'Univers, que compta només el 30% de la densitat crítica. Això implica l'existència d'una forma d'energia addicional que compta el 70% de la massa energia restante.10 Aquests estudis indiquen que el 73% de la massa de l'Univers està format per l'energia fosca, un 23% és matèria fosca (matèria fosca freda i matèria fosca calenta) i un 4% matèria bariònica. La teoria de l'estructura a gran escala de l'univers, que determina la formació d'estructures en l'univers (estrelles, quasars, galàxies i agrupacions galàctiques), també suggereix que la densitat de matèria en l'univers és només el 30% de la densitat crítica.

## Experiments dissenyats per a provar l'existència de l'energia fosca
El més conegut és el Sistema de Detecció Integrat Sachs-*Wolfe, ideat en 1996 per dos investigadors canadencs i utilitzat per primera vegada en 2003; van proposar buscar aquests petits canvis en l'energia de la llum comparant la temperatura de la radiació amb mapes de galàxies en l'univers local. De no existir l'energia fosca, no hi hauria correspondència entre els dos mapes (el de fons de microones còsmic distant i el de la distribució de galàxies relativament pròxim). Si aquesta existís, no obstant això, es podria observar un curiós fenomen: els fotons del fons còsmic de microones guanyarien energia —en comptes de perdre-la— en passar prop de grans masses. L'experiment va millorar els seus resultats gràcies a l'equip de Tommaso Giannantonio, qui ha provat la seva existència amb una certesa una mica major a quatre sigmas.

## Naturalesa de l'energia fosca
La naturalesa exacta d'aquesta energia fosca és encara tema de discussió. Se sap que és molt homogènia, no gaire densa i que no interacciona amb gaire intensitat amb qualsevol de les forces fonamentals, llevat de la gravetat. Com que la densitat d'energia és baixa (aproximadament 10−29 g/cm³), és difícil d'imaginar experiments prou sensibles per a detectar-la. L'energia fosca només pot tenir efecte sobre l'univers perquè és present arreu. Els dos models més importants de matèria fosca (però no els únics) són la constant cosmològica i la quinta essència.

### Constant cosmològica
L'explicació més simple per a l'energia fosca és que representi el «cost de tenir espai», és a dir, que un volum determinat d'espai conté una quantitat d'energia intrínseca. Això és la constant cosmològica, a vegades anomenada lambda, ja que per a representar-la s'empra com a símbol aquesta lletra grega (Λ). La teoria de la relativitat general implica que aquesta energia hauria de tenir un efecte gravitatori i, per això, a vegades se l'anomena «energia del buit», perquè és la densitat d'energia en l'espai buit. De fet, la majoria de teories en física de partícules prediuen fluctuacions del buit que donarien al buit exactament aquest tipus d'energia. S'estima que la constant cosmològica hauria de ser de l'ordre de10−29 g/cm³, o aproximadament 10−120 en unitats de Planck reduïdes.
La constant cosmològica implica una pressió negativa igual a la seva densitat d'energia i, per tant, provoca l'acceleració de l'expansió de l'univers (vegeu l'equació d'estat). La raó d'aquesta pressió negativa es pot veure a partir de la termodinàmica clàssica. El treball realitzat per un canvi de volum dV és igual a −p dV, en què p és la pressió; però la quantitat d'energia en un cert volum d'energia del buit augmenta quan el volum augmenta (dV és positiu), ja que l'energia és igual a ρV, en què ρ és la densitat d'energia de la constant cosmològica. Així doncs, p és negatiu i p = −ρ.
Un problema important és que la majoria de les teories quàntiques de camps prediuen una gran constant cosmològica procedent de l'energia del buit quàntic, de fins a 120 ordres de magnitud més gran que l'estimada, la qual s'hauria de cancel·lar gairebé, però no exactament, amb un terme de signe oposat igualment molt gran. Algunes teories supersimètriques requereixen una constant cosmològica igual a zero, fet que no aporta res de nou. Aquest és el gran problema de la constant cosmològica, el pitjor dels actuals problemes «d'ajustament» en la física: no coneixem cap forma natural de calcular, ni que sigui aproximadament, la petitíssima constant cosmològica observada a partir de les teories de física de partícules.
Malgrat tots els problemes, la constant cosmològica continua sent la solució més simple al problema de l'acceleració còsmica. Una sola constant explica multitud d'observacions (malgrat que no sabem d'on surt la constant). D'aquesta manera, el model estàndard actual de la cosmologia, el model Lambda-CDM, inclou la constant cosmològica com a característica bàsica.

### Quinta essència
Una altra possibilitat és que l'energia fosca sorgeixi a partir d'excitacions corpusculars d'algun tipus de camp dinàmic, batejat irònicament amb el nom de «quinta essència». Aquest camp difereix de la constant cosmològica pel fet que pot variar en el temps i en l'espai. Com que no s'acumula i no forma estructures com la matèria bariònica (la matèria corrent), ha de ser un camp molt feble i, per tant, tenir una longitud d'ona Compton molt gran.
No es disposa de cap prova experimental de la quinta essència, però tampoc no se'n pot descartar l'existència. En general, prediu una acceleració lleugerament menor que la constant cosmològica. Alguns investigadors creuen que les millors evidències de la quinta essència són les violacions del principi d'equivalència d'Einstein i de la variació de les constants fonamentals en l'espai o en el temps. El model estàndard i la teoria de cordes prediuen camps escalars, però també hi apareix un problema similar al de la constant cosmològica: la renormalització prediu que els camps escalars haurien de provocar grans masses.
El problema de la coincidència còsmica s'interroga per què l'acceleració còsmica començà i quan ho va fer. Si l'acceleració còsmica hagués començat més aviat, estructures com les galàxies no s'haurien format mai i la vida, si més no tal com la coneixem, no hauria pogut existir. Els defensors del principi antròpic consideren aquest fet com un suport per als seus arguments. Tot i això, molts models de quinta essència presenten un comportament anomenat «seguidor», que resol aquest problema. En aquests models, el camp té una densitat que s'ajusta contínuament a la densitat d'energia (però sempre hi és lleugerament inferior), fins a la igualtat matèria-radiació, que és el que fa que la quinta essència es comenci a comportar com a energia fosca.

### Altres hipòtesis
Alguns teòrics creuen que l'energia fosca i l'acceleració de l'univers representen una incapacitat de la relativitat general per a descriure l'univers a escala molt gran, superior a la dels supercúmuls de galàxies. Malgrat tot, els intents de modificar la relativitat general originà, al final, teories equivalents a la de la quinta essència o són inconsistents amb les observacions.
Altres idees per a l'energia fosca procedeixen de la teoria de cordes, la cosmologia de blanes i el principi hologràfic, però no han demostrat que siguin tan útils com la quinta essència o la constant cosmològica.

## Implicacions per al destí de l'univers
La conseqüència més directa de l'existència de l'energia fosca i l'acceleració de l'univers és que aquest potser és més antic del que es creia. Si calculem l'edat de l'univers basant-nos en les dades actuals de la constant de Hubble (71 ± 4 km/s·Mp), obtindrem una edat de 10.000 milions d'anys, menor que l'edat de les estrelles més velles que podem observar en els cúmuls globulars, fet que crea una paradoxa insalvable. Tenint en compte l'energia fosca, l'edat de l'univers és d'uns 13.700 milions d'anys (d'acord amb les dades del satèl·lit WMAP el 2003), que resol la paradoxa de l'edat de les estrelles més antigues.
El fons de microones ens indica que la geometria de l'univers és plana, és a dir, que l'univers té la massa justa perquè l'expansió continuï per sempre. Si l'univers, en comptes de pla fos tancat, això significaria que l'atracció gravitatòria de la massa que forma l'univers és major que la pressió d'expansió de l'univers, per la qual cosa aquest es tornaria a contreure (i s'esdevindria l'anomenat big crunch). No obstant això, en avaluar la massa total de l'univers, es va detectar de seguida que hi mancava matèria perquè l'univers fos pla. Aquesta matèria perduda es va denominar matèria fosca. Amb el descobriment de l'energia fosca, avui sabem que el futur de l'univers ja no depèn de la seva geometria, és a dir, de la quantitat de massa que conté. Al principi, l'expansió de l'univers es va frenar a causa de la gravetat, però fa uns 4.000 milions d'anys l'energia fosca va superar aquest efecte de la força gravitatòria de la matèria i va començar l'acceleració de l'expansió.
Les idees sobre el futur són força especulatives. El futur últim de l'univers depèn de la naturalesa exacta de l'energia fosca. Si aquesta és una constant cosmològica, el futur de l'univers serà molt semblant al d'un univers pla. No obstant això, en alguns models de quinta essència, la densitat de l'energia fosca augmenta amb el temps, cosa que provoca una acceleració exponencial. En alguns models extrems, l'acceleració seria tan ràpida que superaria les forces d'atracció nuclears i destruiria l'univers en uns 20.000 milions d'anys, en l'anomenat big rip ('gran estrip').